# 안영권
안영권(安永權, 1924년 11월 10일 ~ 1952년 10월 12일)은 대한민국의 군인으로 백마고지 전투에서 싸우다 전사했다.
전북 김제군 금산면 출생으로 1952년 2월 27일 육군에 입대해 제9사단 30연대 1중대 1소대 소총수로 복무해 백마고지 전투에 참전했다가 1952년 10월 12일 임무를 수행하다가 전사했다.
사후 1953년 7월 1일 을지무공훈장이 추서되고 위패가 국립대전현충원에 모셔졌다.